# Monasterio Español de Sacramenia (Miami)

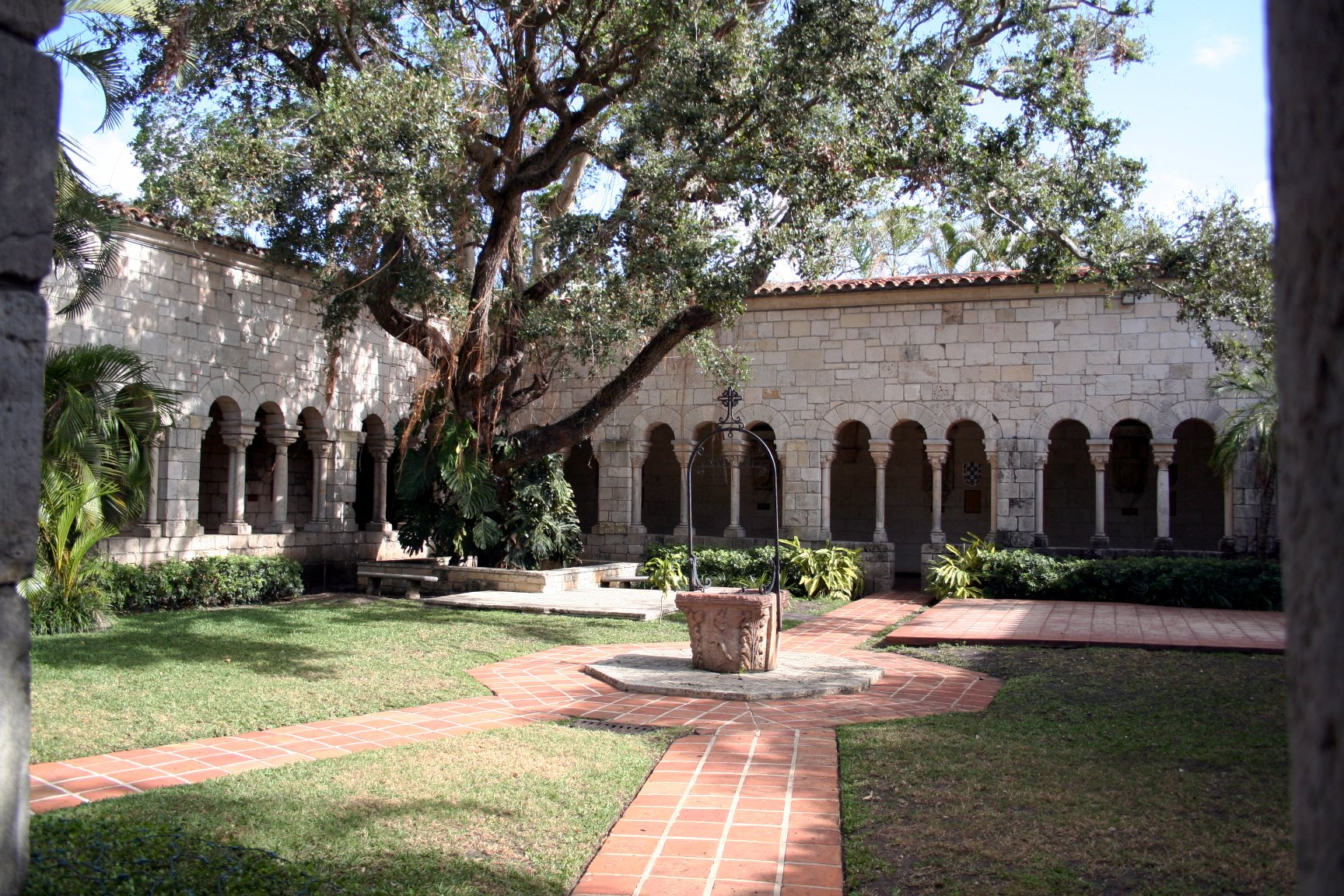
Vista del claustro en su emplazamiento actual.

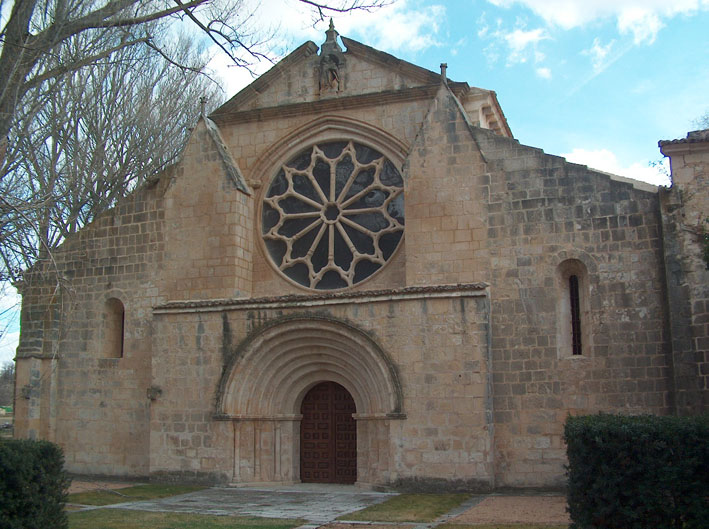
Iglesia del monasterio de Santa María la Real en España, del que proceden las estancias ubicadas en Miami.

El Monasterio español de Sacramenia (Monastery of St. Bernard of Clairvaux Church en inglés) es un histórico convento cisterciense trasladado a Miami (Estados Unidos) que fue construido durante el siglo XII como parte de la abadía cisterciense de Santa María la Real, situada en el municipio de Sacramenia, en la provincia de Segovia (España), donde se mantuvo durante casi 800 años hasta que fue vendido en 1925 y trasladado a su actual emplazamiento.
El monasterio fue fundado por Alfonso VII de León en 1141, por lo que fue construido entre los siglos XII y XIII, perteneciendo por ello al estilo románico. Sufrió un incendio en el siglo XVII, y desamortizado en el siglo XIX cayó en manos particulares, que en 1925 vendieron al magnate William Randolph Hearst el claustro, la sala capitular y refectorio del conjunto. Éste desmontó las estancias y las trasladó a Estados Unidos en 11.000 cajones, donde permanecieron en un almacén sin ser montadas de nuevo hasta 1952 a causa de las dificultades económicas por las que atravesó Hearst.
En 1952 fueron vendidas a Raymond Moss y William Edgemon, quienes se encargaron de reconstruir las salas en 1964, completando el conjunto con otras piezas de diferentes edificios, como la docena de escudos de armas de grandes proporciones tallados en piedra que completan el claustro, que pertenecen a la Casa de Alburquerque y proceden del monasterio de San Francisco de Cuéllar (también en la provincia de Segovia), cuya capilla mayor fue erigida en el siglo XV por Beltrán de la Cueva, valido de Enrique IV de Castilla y primer duque de Alburquerque para destinarlo a panteón familiar, que también fueron vendidos en el siglo XX tras la exclaustración del monasterio.
En la actualidad es utilizada como abadía de la iglesia episcopal en los Estados Unidos de América y como atracción turística. Se denomina monasterio de San Bernardo de Claraval (en inglés monastery of St. Bernard of Clairvaux) y está ubicado en 16711 W. Dixie Hwy., North Miami Beach. 
El claustro es la construcción más antigua de los Estados Unidos y está clasificado como Monumento dentro del Registro Nacional de Lugares Históricos desde 1972.

## Galería

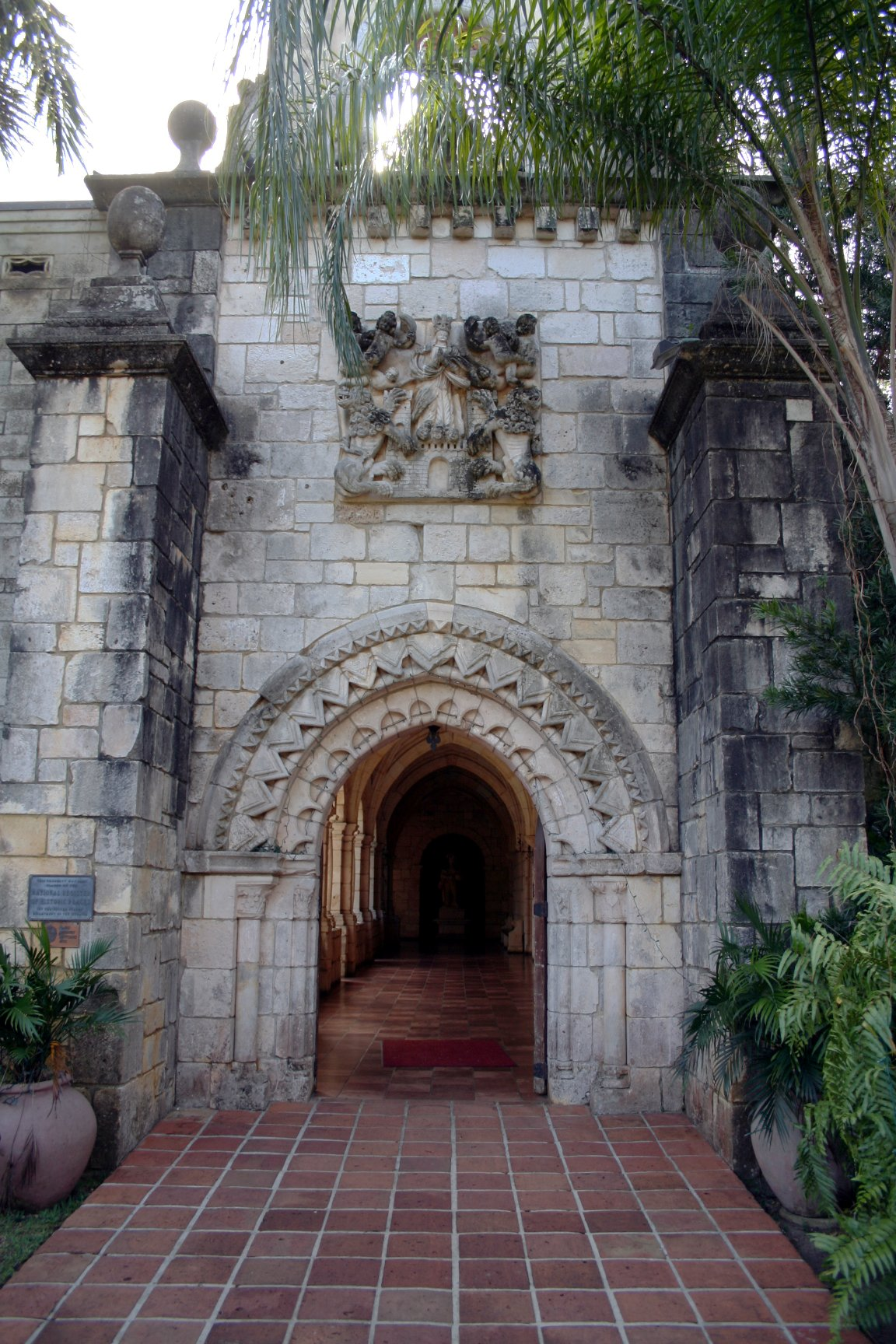
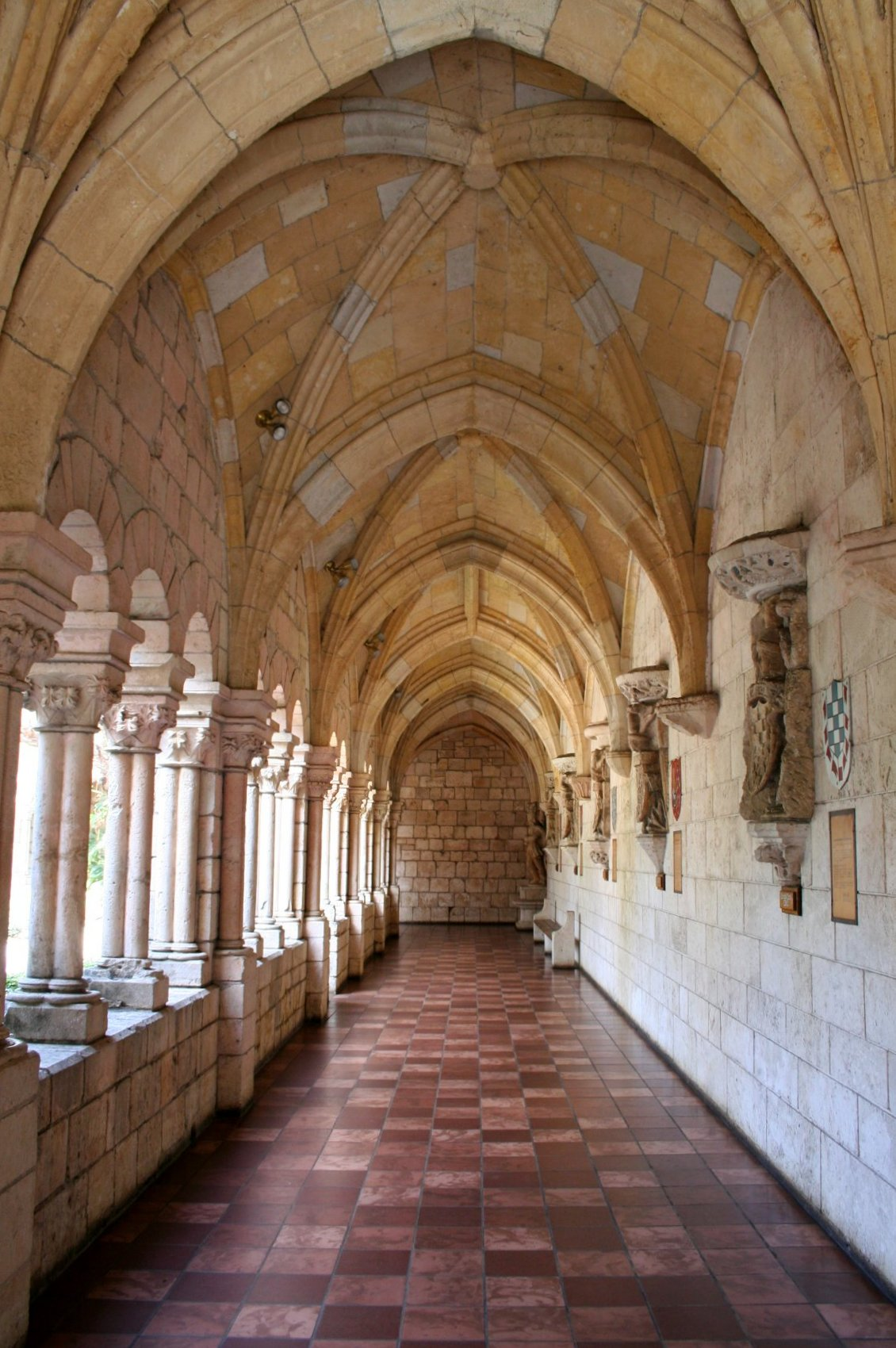
Vista del claustro; a la derecha el armorial procedente de San Francisco de Cuéllar.
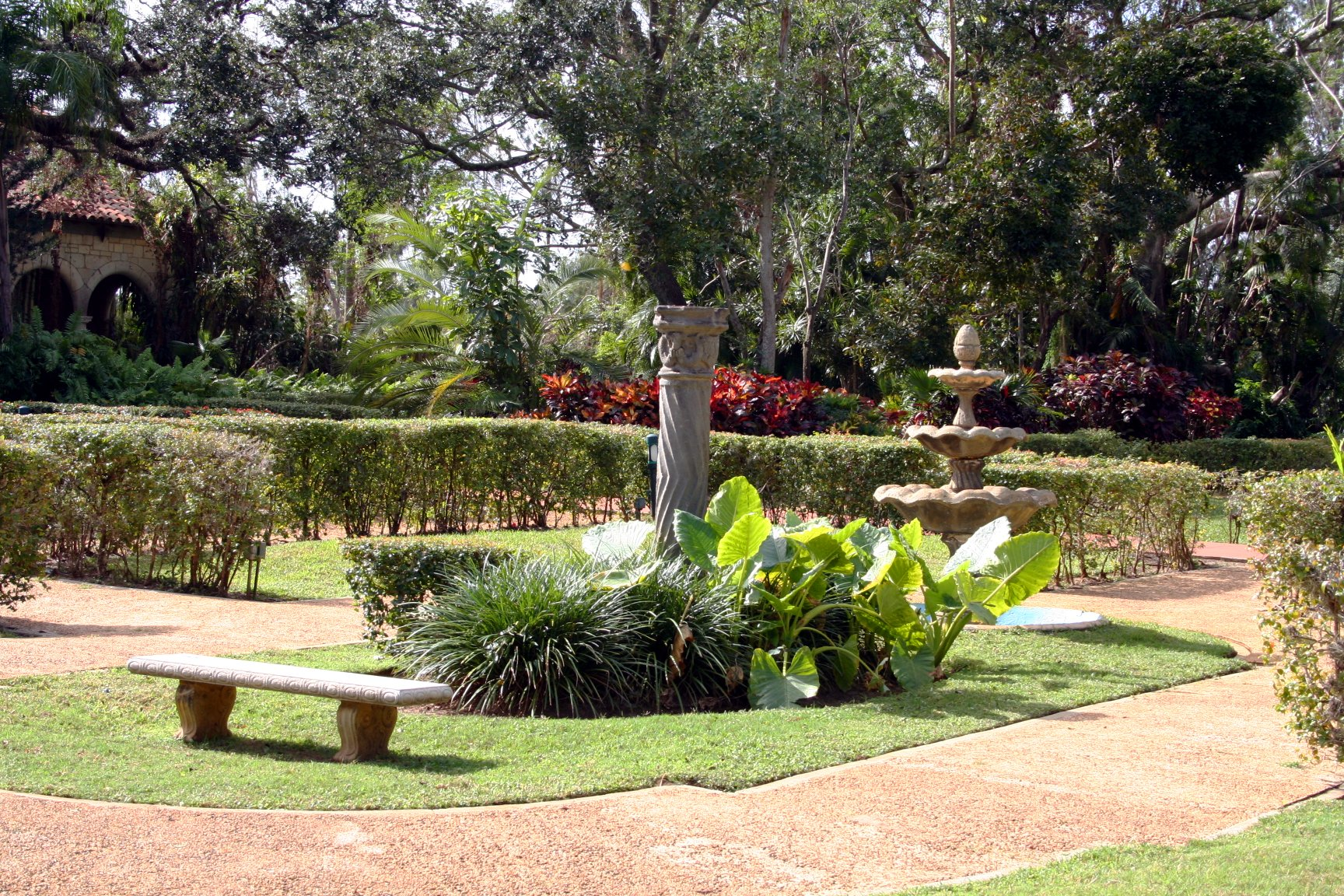